# Hidrossulfeto de potássio
Hidrossulfeto de potássio é o composto inorgânico de fórmula química KSH. Este sal incolor consite do cátion K+`e do ânion bissulfeto [SH]-. É o produto da neutralização do sulfeto de hidrogênio com hidróxido de potássio. O composto é usado na síntese de alguns compostos organossulfurados. É preparado através da neutralização de KOH aquoso com H2S. Soluções aquosas de sulfeto de potássio consistem de uma mistura de hidrossulfeto de potássio e hidróxido de potássio.
A estrutura do hidrossulfeto de potássio lembra a do cloreto de potássio. Suas estruturas são complicadas pela simetria não esférica dos ânions SH-, mas se desarranjam no sólido a altas temperaturas.